# يان فولرتون
يان فولرتون (بالإنجليزية: Ian Fullerton)‏ (24 سبتمبر 1935 في جنوب أفريقيا - ) هو لاعب كريكت جنوب أفريقي. لعب مع Gauteng (cricket team) ‏.

## وصلات خارجية
- يان فولرتون على موقع إي آس بي آن كريك إنفو (الإنجليزية)